# Jesse Owens
Pour les articles homonymes, voir Owens.
James Cleveland Owens dit Jesse Owens, né le 12 septembre 1913 à Oakville et mort le 31 mars 1980 à Tucson, est un athlète américain considéré comme le premier sportif noir de renommée internationale, et comme le meilleur sprinteur de l'entre-deux-guerres,.
Quadruple médaillé d'or lors des Jeux olympiques d'été de 1936 à Berlin, il a par ailleurs amélioré à plusieurs reprises les records du monde du 100 mètres, du 200 mètres et du saut en longueur, discipline dans laquelle sa performance de 8,13 mètres, réalisée en 1935, resta inégalée durant plus d'un quart de siècle.

## Biographie

### Enfance
James Cleveland Owens naît le 12 septembre 1913 à Oakville, petite ville située dans le comté de Lawrence en Alabama. Petit-fils d'esclaves, il est le dernier d'une fratrie de onze enfants.
Son père Henry est paysan et Emma, sa mère, repasse du linge pour d'autres familles. Ils tentent tant bien que mal de survivre. D'une santé fragile, Jesse est souvent malade, souffrant presque chaque hiver de pneumonie. Il est d'apparence chétive, mais les médecins sont trop chers pour cette famille pauvre. Son père a été son premier héros, gagnant les courses auxquelles il participait, avec les autres fermiers, tous les dimanches après le culte. Lui et ses frères et sœurs vont à l'école située à 14 km de leur maison en bus ou à pied, quand ils n'aident pas leurs parents dans les champs.
En 1920, la famille Owens quitte le Sud des États-Unis par manque de travail dans les champs de coton et pour offrir à ses enfants la chance d'un meilleur avenir. Influencée par les lettres d'une des sœurs de Jesse, Lillie, qui s'est mariée et habite à Cleveland, les Owens s’installent dans cette ville industrielle. Scolarisé à la Junior High School de son quartier, l'école élémentaire de Bolton, le jeune James Cleveland est rapidement rebaptisé « Jesse » par son institutrice qui ne comprend pas son accent lorsqu'il prononce les initiales de son prénom (J. C.),. Parallèlement à sa scolarité, il effectue plusieurs activités professionnelles, travaillant notamment en tant que livreur dans une épicerie et manutentionnaire dans une usine de chaussures. C'est durant cette période qu'il découvre sa passion pour la course à pied.

### Carrière

#### Les débuts de sa carrière athlétique
Entraîné par Charles Riley, Owens progresse régulièrement. Après la Junior High School de Bolton, il rejoint la Fairmount Junior High School en 1927,, où son entraîneur est professeur de gym et entraîneur de l'équipe athlétique de l'école. Il s'entraîne tôt le matin, avant les cours, ne pouvant suivre les entraînements de l'après-midi car il travaille. En plus des sprints courts, il pratique également le saut en hauteur, le saut en longueur, mais aussi le football et le basket-ball. Il arrête, par la suite, le saut en hauteur, le football et le basket-ball, étant plus efficace dans les courses de sprint.
En 1928, il commence à établir des records au niveau junior en sauts en hauteur et en longueur. La même année, Jesse rencontre Charley Paddock, champion olympique, lors d'un meeting à son école, et de cette rencontre naitra son envie de participer aux Jeux olympiques. Il entre à l'East Technical High School de Cleveland en 1930, pendant ses trois années d'études, il remporte 75 des 79 courses auxquelles il participe.
En 1933, aux championnats interscolaires, il remporte trois titres : aux 100 yards (distance équivalente à 91,44 m) en 9 s 4. (record du monde égalé), aux 220 yards (201,17 m) et au saut en longueur avec 7,56 m. Ces performances lui apportent de multiples propositions d'universités américaines qui lui offrent une bourse d'études. Il opte finalement pour l'université d'État de l'Ohio à Columbus, en raison de ses programmes d'entraînement qui lui permettent d'exercer une activité professionnelle annexe. Entraîné dès son arrivée à Columbus par Larry Snyder, Jesse Owens réalise 7,81 m au saut en longueur durant la saison 1934. Le 28 avril 1935, il saute 7,97 m et n'est plus qu'à un centimètre du record du monde.

#### Championnats universitaires 1935: la journée du 25 mai 1935
En l'espace d'une heure, le 25 mai 1935, aux championnats de la Big Ten Conference à Ann Arbor dans le Michigan, Jesse Owens bat ou égale six records du monde,.
Pourtant, il a failli manquer ce rendez-vous. En effet, étant tombé dans les escaliers quelques jours plus tôt après avoir chahuté avec ses amis, il ressent de fortes douleurs dorsales. Son dos le fait tellement souffrir qu'il doit se faire aider pour s'habiller. Prenant également un bain bouillant pour tenter de se décontracter, il a toutefois les plus grandes difficultés à se rendre sur la ligne de départ du 100 yards. Dès le coup de feu du starter, Owens jaillit et, mettant de côté ses douleurs, parvient à égaler le record du monde du 100 yards en 9 s 4. Deux des chronomètres s'arrêtent pourtant sur 9 s 3, mais les juges n'en tiennent pas compte.
Il se présente ensuite au sautoir pour le concours du saut en longueur. Il n'a le temps d'effectuer qu'un seul saut, car il est engagé dans d'autres courses. Il décide donc de tenter le tout pour le tout et met toute son énergie dans ce saut. Peu avant, il place un morceau de papier sous un caillou à hauteur du record du monde du Japonais Chūhei Nanbu (7,98 m en 1931). Avec 8,13 m, il bat de 15 cm le record du monde du Japonais et devient le premier athlète à franchir la barrière symbolique des 8 mètres. Il conservera ce record jusqu'en 1960 et les 8,21 m de Ralph Boston, peu avant les Jeux olympiques de Rome.
Après cet exploit, il court un 220 yards en ligne droite en 20 s 3, ce qui lui permet de battre à la fois le record du monde du 220 yards et du 200 mètres.
Il court enfin un 220 yards haies dans lequel il bat les records du monde du 220 yards et du 200 m haies, en 22 s 6, bien qu'il ne soit pas un grand spécialiste des haies.
Une fois ses concours terminés, Owens regagne les vestiaires en boitant, acclamé par les 10 000 spectateurs du stade debout : ses douleurs dorsales sont réapparues.

#### Les Jeux olympiques de 1936

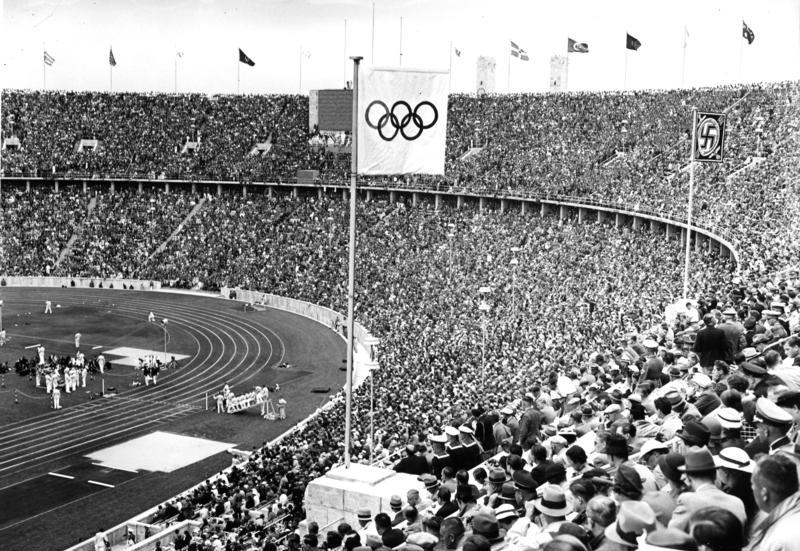
Le stade olympique de Berlin, lors des Jeux de 1936.

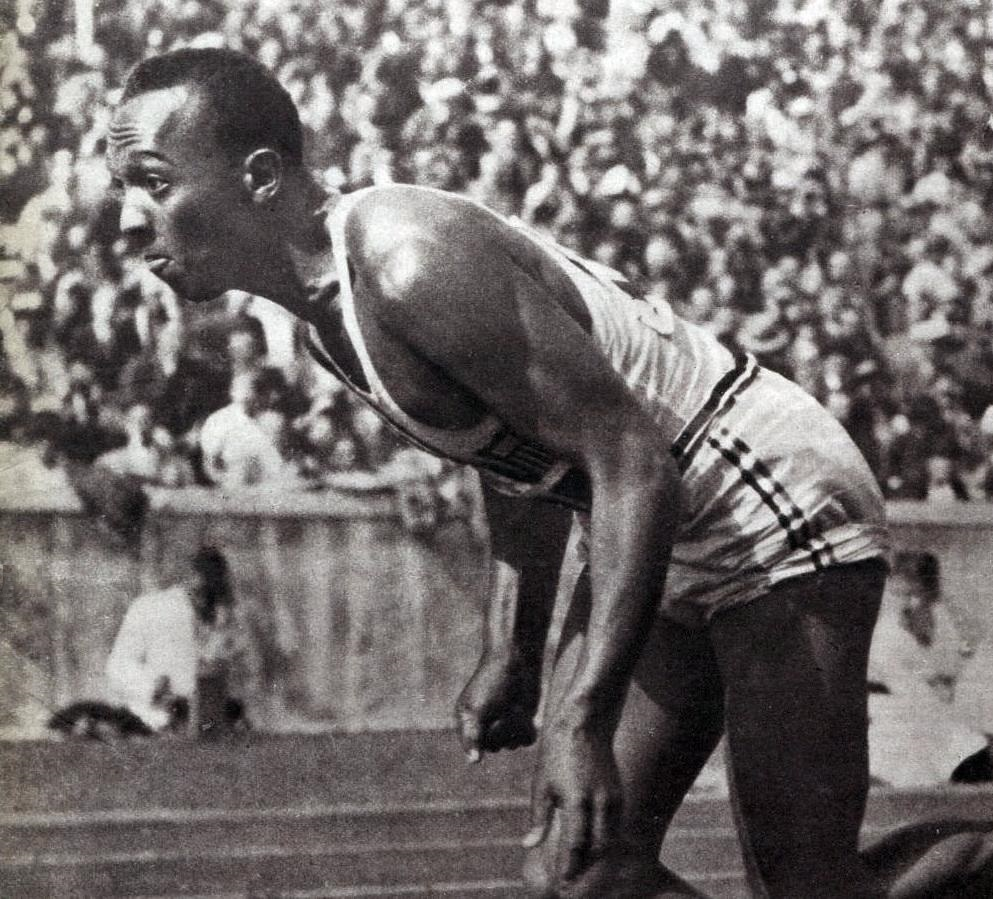
Jesse Owens au départ d'un sprint, aux JO de 1936.

##### Compétition
Le 20 juin 1936, à Chicago, Jesse Owens bat le record du monde du 100 m en 10 s 2. Un mois et demi plus tard, aux Jeux olympiques d'été de 1936, qui se déroulent au stade olympique de Berlin, Owens remporte quatre médailles d'or, sous les yeux d'Adolf Hitler.

###### 100 mètres
Pour la première des quatre épreuves, le 100 mètres, Jesse Owens remporte aisément sa série qualificative en 10 s 3, devançant de près de sept mètres le Japonais Sasaki. Quelques heures plus tard, lors des quarts de finale, l'Américain égale son propre record du monde du 100 m en 10 s 2, mais le vent un peu trop favorable (+2,3 mètres par seconde, la limite maximale autorisée étant de 2 mètres par seconde) empêche l'homologation de ce temps. Le 3 août 1936, il remporte sa première médaille d'or, aux 100 mètres, en 10 s 3, malgré le retour en fin de course de son compatriote Ralph Metcalfe, second en 10 s 4.

###### Saut en longueur
Le 4 août, il participe à la finale du concours du saut en longueur. L'Allemand Luz Long bénéficie du bruyant soutien du public du stade olympique. Owens mène le concours avec 7,74 m, puis 7,87 m. Long revient à sa hauteur au cinquième essai, avec 7,87 m. Mais Owens garde son sang-froid et réussit 7,94 m, puis 8,06 m pour ses deux dernières tentatives. Long fut le premier à féliciter le vainqueur à sa sortie du sautoir. Par la suite, les deux hommes devinrent amis. Luz Long (1913-1943) reçut à titre posthume la médaille Pierre de Coubertin.

###### 200 mètres
Le 5 août, Owens dispute la finale du 200 mètres. Il est le grand favori, d'autant plus que Metcalfe ne participe pas à cette épreuve, n'ayant pas réussi à se qualifier lors des sélections olympiques américaines. Owens s'impose largement en 20 s 7, battant le record du monde précédent de quatre dixièmes de seconde. Ce record ne sera battu que quinze ans plus tard par Andy Stanfield, en 1951, en 20 s 6.
Avec 4 dixièmes de seconde d'avance sur le deuxième, l'Américain Matthew Robinson, Owens remporte la plus large victoire dans l'histoire du 200 m olympique, à l'exception du 200 m de 2008, dans lequel le Jamaïcain Usain Bolt l'a emporté avec 66 centièmes de seconde d'avance sur le deuxième.

###### Relais 4 × 100 mètres
Initialement, Owens et Metcalfe ne devaient pas participer au relais. Ils sont inclus dans l'équipe américaine à la dernière minute, en remplacement de deux athlètes juifs, Sam Stoller et Marty Glickman. L'éviction de ces deux athlètes provoqua une polémique dans le camp américain, car certains soupçonnèrent qu'il s'agissait là d'un geste pour satisfaire les hôtes allemands, dont les idées antisémites étaient bien connues.
Owens protesta auprès de Lawson Robertson, le coach américain, pour s'opposer à l'éviction de Stoller et Glickman, mais en vain. Robertson expliqua qu'il voulait simplement aligner la meilleure équipe possible,.
Lors des qualifications, l'équipe américaine égala le record du monde en 40 s 0.
La finale du relais 4 × 100 mètres eut lieu le 9 août. Désigné premier relayeur américain, Owens prend un départ rapide et parvient à creuser l'écart sur ses principaux adversaires, reprenant notamment 5 mètres à l'Italien Mariani et l'Allemand Leichum, avant de passer le témoin à son compatriote Ralph Metcalfe. Foy Draper et Frank Wykoff (le dernier relayeur) permettent ensuite aux États-Unis de conclure victorieusement la course, établissant un nouveau record du monde de l'épreuve en 39 s 8. L'Italie termine deuxième en 41 s 1, l'Allemagne troisième en 41 s 2.
Quadruple médaillé d'or durant ces Jeux, Jesse Owens égale la performance de son compatriote Alvin Kraenzlein, vainqueur du 60 m haies, du 110 m haies, du 200 m haies et du saut en longueur aux Jeux de Paris en 1900. Seul Carl Lewis parviendra à rééditer cet exploit par la suite en s'imposant sur les mêmes épreuves qu'Owens lors des Jeux olympiques d'été de 1984 à Los Angeles.

##### Contexte politique
Une des légendes qui entourent la participation d'Owens aux Jeux raconte qu'Hitler, furieux de voir un Noir triompher, aurait refusé de lui serrer la main.
En fait, le 2 août, Hitler reçoit dans sa loge des athlètes allemands vainqueurs des épreuves du jour pour les féliciter, puis il quitte le stade avant que l'athlète américain noir Cornelius Johnson, qui a remporté le concours du saut en hauteur, ne reçoive sa médaille. Les officiels font alors savoir au chancelier allemand qu'il doit, soit féliciter tous les vainqueurs, soit n'en féliciter aucun,. Hitler choisit de ne plus en féliciter aucun et rien n'indique que cette décision ait pu viser Owens en particulier.
Owens, pour sa part, affirma dans ses mémoires qu'Hitler ne l'avait pas snobé et lui avait fait un signe de la main lorsqu'il était passé devant sa loge : « Quand je suis passé devant le chancelier, il s’est levé, a agité la main vers moi, et je lui ai fait un signe en retour. Je pense que les journalistes ont fait preuve de mauvais goût en critiquant l’homme du moment en Allemagne » (« When I passed the Chancellor he arose, waved his hand at me, and I waved back at him. I think the writers showed bad taste in criticising the man of the hour in Germany. »).
Et Jesse Owens ajoute à ce propos : « Hitler ne m'a pas snobé, c'est notre Président qui m'a snobé. Le Président ne m'a même pas envoyé un télégramme. », ajoutant également « Après ces histoires d'Hitler qui m'aurait snobé, à mon retour aux États-Unis, je ne pouvais pas m'asseoir à l'avant des autobus, je devais m'asseoir à l'arrière, je ne pouvais pas vivre là où je le voulais », pointant du doigt la ségrégation raciale aux États-Unis de l'époque.
En 2009, le journaliste sportif allemand Siegfried Mischner affirme que Jesse Owens avait en sa possession une photo de lui-même serrant la main à Adolf Hitler, et dit par ailleurs avoir assisté en personne à la poignée de main, mais que la presse avait alors décidé de ne pas publier la photo pour ne pas donner une image positive du dirigeant du Troisième Reich,.

#### Amitié avec Luz Long
Lors des Jeux, Jesse Owens est devenu l'ami de l'athlète allemand Luz Long, deuxième au saut en longueur. Les deux sportifs ont fraternisé sur le stade de Berlin. Cette amitié s'est prolongée après les Jeux, jusqu'à la mort de Long au combat, lors du débarquement des Alliés en Sicile en 1943. Dans une lettre, Long avait écrit à Owens : « Une fois la guerre finie, va voir mon fils et dis-lui qui était son père, je t’en prie, Jesse, raconte-lui comment deux hommes, sur cette terre, peuvent être amis ».

#### Sa vie après les Jeux de Berlin
De retour aux États-Unis, Jesse Owens est accueilli triomphalement. Il sera considéré comme un héros national, tout en restant un Afro-Américain, donc privé de droits civiques dans une Amérique largement ségrégationniste. Le président américain d'alors, Franklin D. Roosevelt, occupé à sa réélection de novembre et soucieux de la réaction des États du Sud, refusa d'avoir un entretien avec lui à la Maison-Blanche[réf. souhaitée].
Après les Jeux et malgré ses exploits, il eut des difficultés pour vivre, en pratiquant et en faisant la promotion de son sport. Il participa, moyennant un peu d'argent, à des courses dans lesquelles il laissait de l'avance aux coureurs locaux, ce qui ne l’empêchait pas de les battre quand même. Il remporta des défis face à des chevaux de course, mais révéla plus tard qu'il pouvait gagner grâce à l'effroi du cheval entendant le bruit du pistolet de départ.
Son travail de promotion se transforma en une carrière de relations publiques, notamment comme disc jockey de jazz à Chicago.
Toute sa vie, il attribua sa carrière aux encouragements de Charles Riley, son entraîneur du collège qui l'avait repéré et lancé dans l'équipe nationale. (Voir Harrison Dillard, un athlète de Cleveland inspiré par Owens.)

#### Mort
Jesse Owens meurt en 1980 d'un cancer du poumon à l'âge de 66 ans à Tucson en Arizona. À partir de 32 ans il commence à fumer un paquet de cigarettes par jour pendant 35 ans. Peu avant sa mort, il s'opposait au boycott des Jeux olympiques de Moscou.
Il repose au cimetière de Oak Woods à Chicago en Illinois. Sa femme Ruth, lui a survécu 21 ans et elle est décédée en 2001.

## Vie privée
En 1932, un an avant son entrée à l'université d'État de l'Ohio, lui et Ruth ont leur première enfant, Gloria. Jesse Owens et Minnie Ruth Solomon se marient le 5 juillet 1935. Deux autres filles, Beverly et Marlene Owens, naissent respectivement en 1937 et 1939.
En 1938, Jesse crée la Dry Cleaning Company.
En 1942, Owens déménage à Détroit pour travailler à la Ford Motor Company en tant que directeur du personnel.

## Palmarès

### Jeux olympiques
- Jeux olympiques d'été de 1936
- 100 m
- 200 m
- saut en longueur
- relais 4 × 100 m

### Championnats desÉtats-Unis

#### En plein air
- 100 m: 1936
- saut en longueur: 1933, 1934, 1936

#### Indoor
- saut en longueur: 1934, 1935

### Championnats universitaires NCAA
- 100 m: 1935, 1936
- 200 m: 1935, 1936
- 220 yards haies: 1935, 1936
- saut en longueur: 1935, 1936

### Championnats de laBig Ten Conference
- 100 yards: 1935
- 220 yards: 1935
- 220 yards haies: 1935
- saut en longueur: 1935

### Championnats interscolaires américains
- 100 yards: 1933
- 220 yards: 1933
- saut en longueur: 1933

## Honneurs et décorations
En 1936, il est élu « Athlète de l'année » par l'Associated Press et en 1950, il est nommé « Meilleur athlète des 50 dernières années » par l'Associated Press.
Il est élu au Temple de la renommée de l'athlétisme des États-Unis en 1974.
Il fut décoré de la médaille présidentielle de la Liberté en 1976 par le président Gerald Ford et George H. W. Bush lui remit à titre posthume la médaille d'or du Congrès le 20 septembre 1988.
Depuis 1981, le Jesse Owens Award est remis chaque année au meilleur performeur américain de l'année. De même, en 1982, le Big Ten renomme son titre d'athlète de l'année en Big Ten - Jesse Owens Athlete of the Year Award. En 1984, une rue de Berlin est baptisée en son honneur.
En mars 2012, Owens est admis à titre posthume au Temple de la renommée de l'IAAF ; il fait partie des 12 premiers athlètes annoncés comme intronisés.

## Postérité

### Dans la culture
- Alexandre Najjar, Berlin 36, Plon, 2009  (ISBN 978-2-2592-1082-9)
- Jesse Owens, chanson de Michel Jonasz, 2010 (album Les hommes sont toujours des enfants)
- La Couleur de la victoire (Race), long métrage de Stephen Hopkins sorti en 2016[42]
- Jesse Owens - Des miles et des miles, BD de Gradimir Smudja, éditions Futuropolis, 2024.
- Dans le jeu Call of Duty: Vanguard, le sergent Booker Washington dit à ses hommes de « courir comme Jesse Owens ».

### Ventes des médailles d'Owens
Le 8 décembre 2013, la maison de vente aux enchères SCP auctions vend une des quatre médailles d'or de Jesse Owens pour 1,47 million de dollars à Ronald Burkle. Jesse Owens avait donné cette médaille à l'artiste Bill Robinson en gage d'amitié et de gratitude pour son aide à trouver un emploi dans le milieu du divertissement. Au décès de Robinson, sa dernière compagne, Elaine Plaines, hérite de la médaille. À son décès en 2007, c'est son fils qui hérite de la médaille et la met en vente.
En avril 2017, la maison de vente Heritage Auctions annonce la mise aux enchères de deux autres médailles d'or de Jesse Owens pour août 2017, chacune estimée à 500 000 dollars. Heritage Auctions annonce également la vente de la médaille de participation d'Owens avec une estimation de 30 000 dollars. Owens, désargenté, avait donné ses deux médailles au milieu des années 1950 à un hôtelier de Pittsburgh, Harry Bailey, en paiement de ses nuits d'hôtel. Bailey donnera ensuite ces médailles en remboursement d'un prêt à un artisan, Louis DeVito. Son fils hérite des médailles. Cependant, il semble que la vente aux enchères n'ait finalement pas eu lieu pour une raison inconnue.
Le 7 décembre 2019, la maison de vente Goldin Auctions vend la dernière médaille d'or restée inconnue jusqu'alors pour 650 000 dollars. Owens avait donné cette médaille à l'haltérophile John Terpak (en) en gage d'amitié. En effet, celui-ci avait organisé de nombreuses conférences pour Owens à partir de 1954. Au décès de Terpak, ses enfants héritent de la médaille.